# Hannover Scorpions
Les Hannover Scorpions sont un club professionnel allemand de hockey sur glace basé à Hanovre.
Il évolue en Oberliga.

## Historique
Le club est créé en 1975 sous le nom de ESC Wedemark e.V..
En 1976, il est renommé ESC Wedemark. En 1994, il prend le nom des Wedemark Wildcats puis en 1996 des  Wedemark Scorpions.
Depuis 1997, il est baptisé les Hannover Scorpions. Ce nom est inspiré du groupe de hard rock Scorpions, également issu de Hanovre (on peut notamment le voir avec la ressemblance entre leur logo et celui de l'album The Platinum Collection).

### Champion d'Allemagne 2010
La saison 2009-2010 est remportée par les Scorpions de Hanovre.

#### Effectif champion
| Position          | Nom |
| Gardiens de but : | Travis Scott, Levente Szuper, Youri Ziffzer |
| Défenseurs :      | Aris Brimanis, Sascha Goc, Rainer-Georg Köttstorfer, Patrick Köppchen, Nikolai Goc, André Reiss, Peter Baumgartner                                                                                                  |
| Attaquants :      | Thomas Dolak, Chris Herperger, Klaus Kathan, Tore Vikingstad, Adam Mitchell, Martin Hlinka, Garrett Festerling, Sachar Blank, David Wolf, Tino Boos, Nikolaus Mondt, Ben Cottreau, Matt Dzieduszycki, Marvin Krüger |
| Entraîneurs :     | Hans Zach; Christian Künast |

Au terme de la saison 2012-2013, l'équipe est reléguée dans la troisième division allemande, soit l'Oberliga.

### Palmarès
- Vainqueur de la Deutsche Eishockey-Liga : 2010.
- Vainqueur de la 2. Bundesliga : 1996.
- Vainqueur de l'Oberliga : 1994.